# Ice Daddy
Ice Daddy è il quindicesimo album in studio del rapper statunitense Gucci Mane, pubblicato nel 2021.

## Tracce
1. Poppin (with BigWalkDog) – 3:34
2. Posse on Bouldercrest (featuring Pooh Shiesty and Sir Mix-a-Lot) – 3:37
3. Shit Crazy (featuring BIG30) – 2:42
4. Like 34 & 8 (featuring Pooh Shiesty) – 3:52
5. Dboy Style – 2:36
6. Trap Shit (featuring Lil Baby) – 3:06
7. I Got It (featuring Lil Uzi Vert) – 2:11
8. Rich Nigga Shit – 2:49
9. Top of Shit (featuring 2 Chainz and Young Dolph) – 3:06
10. Never Runnin Out of Money (featuring E-40) – 2:46
11. Fold Dat Money (featuring Project Pat) – 4:09
12. Gucci Coming 4 U – 2:33
13. Invoices – 2:32
14. Live at the Red Carpet (featuring Peewee Longway) – 2:40
15. Bust Down – 3:25
16. Lately – 3:03
17. How I See It – 2:24

## Classifiche
| Classifica (2021) | Posizione raggiunta |
| ----------------- | ------------------- |
| Stati Uniti       | 34                  |